# ジェイソン・ティエッセン
ジャイソン・ティエッセン (Jayson Thiessen、1976年12月30日 - ) は、カナダのアニメーター。